# クリストフ・フォン・ドホナーニ
クリストフ・フォン・ドホナーニ（Christoph von Dohnányi [doˈnaːni], 1929年9月8日 - ）は、ドイツ出身の指揮者、作曲家。

## 来歴
1929年、ベルリン生まれ。祖父はハンガリーの高名なピアニスト・作曲家であるエルンスト・フォン・ドホナーニ。
第二次世界大戦後、ミュンヘン大学で法律を学ぶが、1948年に音楽の道に転じ、指揮と作曲でリヒャルト・シュトラウス賞を獲得してミュンヘン音楽大学を卒業、祖父（後述）の元で作曲を学ぶためフロリダ州立大学に留学する。アメリカではレナード・バーンスタインに師事したと言われる。その後、指揮の勉強に専念し、1952年にゲオルク・ショルティの指名により、フランクフルト歌劇場の助手となる。フランクフルト歌劇場音楽監督、ハンブルク歌劇場音楽監督などを経て、1982年～2002年にはクリーブランド管弦楽団音楽監督としてと長きにわたる名コンビを組んだ。
オペラと演奏会の両方で評価が高く、ドイツ系の現役指揮者として重鎮的存在である。

## ドホナーニに影響を与えた人物
ドホナーニはしばしばヘルベルト・フォン・カラヤンのリハーサルを見学していた。

## 家族・親族
- 父：ハンス・フォン・ドホナーニ - ウィーン生まれのドイツの法律家。ハンスは反ナチスとユダヤ人支援のレジスタンス活動をしたため、1945年にナチスの強制収容所で処刑された。
- 母：クリスティーネ・ボンヘッファー
- 母方の叔父：ディートリヒ・ボンヘッファー - ルター派の神学者で、反ナチスのレジスタンス活動家であり、ヒトラー暗殺計画に関わったとして1945年に強制収容所で処刑された。
- 兄：クラウス・フォン・ドホナーニ - 後にハンブルク市長を務めた。
- 祖父：エルンスト・フォン・ドホナーニ（1877年 - 1960年） - ハンガリーの作曲家、ピアニスト。
- 子：ユストゥス・フォン・ドホナーニ - 俳優。1度目の結婚でもうけた息子。
- 妻：アニャ・シリヤ - ソプラノ歌手。2番目の妻。

## 録音
デッカ・レコードに多くの録音を残している。1990年代には、ショルティ以来となるデッカの『ニーベルングの指環』のスタジオ録音にクリーヴランド管弦楽団と取り組んだが、未完に終わっている。そのレパートリーは古典派から現代音楽まで非常に多岐にわたる。